# Շ

Շとշ

筆記体

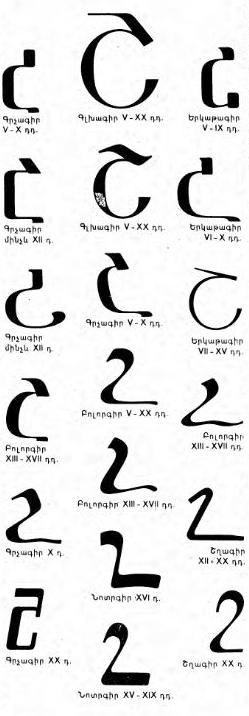
Շとշの様々な書体

Շ, շ（アルメニア語: շա、発音はša）は、アルメニア文字の23番目の文字である。405年ごろにメスロプ・マシュトツによって作成されたと見られる。

## 使用
東アルメニア語・西アルメニア語では無声後部歯茎摩擦音[ʃ]を表す。ラテン文字化する時は「Š」または「Sh」と記す。記数法では500を表す。

## 書体

## 符号位置
| 文字 | Unicode | JIS X 0213 | 文字参照        | 備考 |
| ---- | ------- | ---------- | --------------- | ---- |
| Շ    | U+0547  | -          | &#x547; &#1351; |      |
| շ    | U+0577  | -          | &#x577; &#1399; |      |